# 헨리 조지
헨리 조지(Henry George, 1839년 9월 2일 – 1897년 10월 29일)는 미국의 저술가, 정치가, 정치경제학자이다. 그는 단일세(Single tax)라고도 불리는 토지가치세의 주창자였으며, 조지주의(Georgism)라고 불리는 경제학파의 형성에 영향을 끼쳤다. (조지주의는 지공주의라는 우리말로 순화되어 사용된다.) 헨리 조지는 19세기 후반에 카를 마르크스와의 논쟁에서 자본과 토지를 구분하지 않는 마르크스주의를 비판하였다. 1891년 로마 교황청이 토지공개념에 대해 반대하는 교황 레오 13세의 회칙 새로운 사태(Rerum Novarum)를 반포하자 이에 반발하여 교황 레오 13세에게 공개서한 을 보내 교황청의 잘못을 조목조목 비판했다.
지공주의의 주된 내용을 살펴보면, 개인은 자신의 노동생산물을 사적으로 소유할 권리가 있는 반면, 사람이 창조하지 아니한 것 즉, 자연에 의해 주어지는 것(대표적으로 토지, 넓게 볼 경우 환경 포함)은 모든 사람에게 공평하게 귀속된다는 것이다. 불평등에 대한 논문이라고도 할 수 있는 그의 대표적 저서 "진보와 빈곤(1879)" 은 산업화된 경제에서 나타나는 경기변동의 본질과 빈부격차의 원인, 그리고 그에 대한 처방으로서 토지가치세를 제시하고 있다.

## 유년기와 결혼

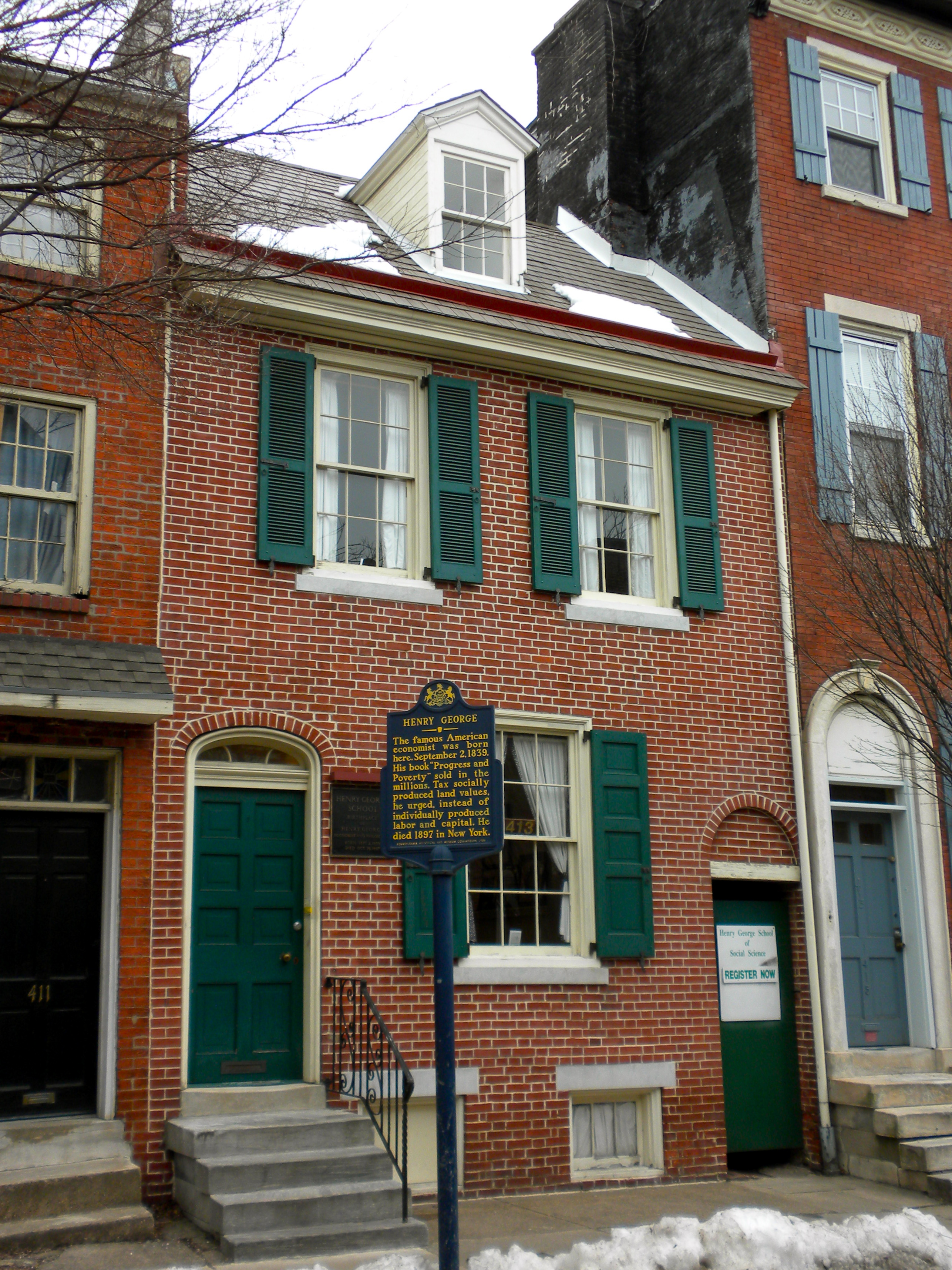
필라델피아 소재 헨리 조지의 출생지

헨리 조지는 미국 펜실베이니아 필라델피아의 중하위층 가정에서 리차드 S. H. 조지(부)와 캐서린 프랫 V. 조지(모)의 10남매 중 둘째로 태어났다. 그의 아버지는 종교서적 출판업에 종사하는 헌신적인 미국 성공회신자였기 때문에 어린 헨리 조지를 필라델피아에 있는 성공회학교에 보냈다. 그러나 헨리 조지는 그곳의 종교적인 훈육에 대한 거부감을 느낀 나머지, 졸업하지 않고 그 학교를 떠난다. 그의 공식적인 학력은 14세 때까지이며, 그 후 15세가 되던 1855년 4월에 헨리 조지는 호주 멜번과 인도 콜카타로 항해하는 배, 힌두호(Hindoo號)의 선원이 된다. 14개월 후 그는 필라델피아로 돌아왔으며, 그곳에서 캘리포니아로 이주하기 전까지 식자공 견습생으로 일했다. 19세기 중반 골드 러시가 일어났을 때, 서부로 이주하여 캘리포니아·브리티시컬럼비아 등지에서 금광 채굴을 하였으나 생계의 어려움을 겪게 된다. 그 후 1865년 헨리 조지는 인쇄공이 되어 처음으로 신문산업에 종사하게 되었고, 시간이 흐름에 따라 기자, 편집인을 거쳐 발행인이 된다. 그는 수개의 신문사에서 근무하였으며, 후에 자기 소유의 신문사 San Francisco Daily Evening Post(1871-1875)도 갖게 된다.
캘리포니아에서 헨리 조지는 당시 18세였던 호주계 미국인 애니 C. 팍스와 사랑에 빠졌다. 그녀는 고아였기 때문에 삼촌과 함께 살고 있었는데, 부유한 그녀의 삼촌은 가난한 구혼자인 헨리 조지를 완강히 거부하였다. 그러나 두 사람은 신부 삼촌의 반대에도 불구하고 1861년말에 결혼을 강행하였고, 4자녀를 낳았다. 헨리 조지의 부인은 모계의 영향으로 아일랜드 가톨릭 신앙을 갖고 있었고, 따라서 자연스럽게 그의 자녀들도 로마 가톨릭 신자가 된 것으로 보인다. 반면, 헨리 조지는 복음주의 개신교 신자로 남았다고 전해진다.
1862년 11월 3일 헨리 조지와 그의 부인 애니 C. 팍스는 장남 헨리 조지 주니어(1862-1916)를 낳는다. 헨리 조지 주니어는 후에 뉴욕주의 하원의원이 된다. 1865년에는 후에 조각가가 되는 둘째 리처드 F. 조지(1865-1912)를 낳는데, 이 즈음에 헨리 조지의 가정은 끼니를 걱정해야 할 정도로 생계난을 겪는다. 그러나 그 시기 이후 신문산업에서 헨리 조지의 명성이 올라감에 따라 그의 가족들은 서서히 가난에서 벗어나게 된다.
헨리 조지의 다른 두 자녀는 모두 딸인데 장녀인 제니 조지 앳킨슨(1867-1897)은 단명하였고, 차녀의 이름은 안나 A. 조지(1879년)였다. 차녀 안나 A. 조지는 무용수이자 안무가였던 아그네스 드밀(Agnes de Mille)과 연기자였던 페기 조지(마가렛 조지 드밀)의 어머니이다.

## 사상과 행적

Science of political economy, 1898

헨리 조지는 최초에 링컨을 지지하는 공화당원이었으나 후에 민주당원이 된다. 그는 철도산업과 광산업에 존재하는 이권(배타적 사업권)을 강력하게 비판하였으며, 부패한 정치인, 부동산투기자, 인력(人力)소개업자 등을 매우 싫어하였다. 헨리 조지는 1868년 "철도산업이 우리에게 가져다주는 것"이란 기사에서 처음으로 그의 정치경제적 사상을 피력하였는데, 그 기사에서 헨리 조지는 주장하기를, 철도건설의 붐은 단지 이권(배타적 사업권)을 갖고 있는 소수 특권층 및 관련 기업들에게만 혜택을 줄 뿐, 건설에 참여하는 대다수의 노동자를 절망적인 빈곤에 빠뜨린다고 주장하였다. 그의 이와 같은 주장은 센트럴퍼시픽철도회사의 경영진으로부터 적대감을 불러일으켰고, 그 결과 센트럴퍼시픽철도회사 경영진은 캘리포니아주 하원의원 선거에 입후보 하려던 헨리 조지의 계획을 무산시키게 된다.
1871년 어느날 헨리 조지는 말을 타러 나갔고, 샌프란시스코 만(灣)이 내려다 보이는 지점에서 휴식을 취하기 위하여 말을 세웠다. 후에 그는 이때 받은 영감을 다음과 같이 적고 있다.

대화 소재를 찾던 나는 지나가는 트럭 운전수에게 그곳의 토지 가격이 얼마냐고 물었다. 그는 소가 쥐처럼 보일 만큼 멀리 떨어진 곳에서 풀을 뜯고 있는 소떼를 가리키며 말하기를, "나도 정확히 알진 못해요. 다만, 저쪽에 1에이커 당 1000달러에 땅을 조금 팔려는 사람이 있어요."라고 대답했다. 그 순간 내 머릿속에서 부(wealth)가 증가함에도 가난이 사라지지 않는 원인이 번개처럼 스치고 지나갔다. 인구가 증가함에 따라 토지 가치가 상승하므로 토지를 소유하고 있는 사람은 그 특권에 따른 대가를 지불해야 하는 것이다.

(헨리 조지는 인구의 증가에 따른 토지가치의 상승은 토지소유자의 노력의 결과가 아님에도 불구하고 토지소유자가 그것을 향유하고 있다는 문제를 발견하였으며, 이것을 두고 특권이라고 지적하였다.)
더욱이 헨리 조지는 뉴욕시를 방문할 때, 오랜 기간 발전한 도시의 가난한 사람들이 덜 개발된 캘리포니아의 가난한 사람들보다 더 생활고에 시달리는 명백한 결함을 발견하게 된다. 이와 같은 관찰과 발견은 1879년에 발간된 그의 책 진보와 빈곤의 주제와 제목이 된다. 진보와 빈곤 은 당대에 300만 부 이상이 팔렸고, 이후에도 수백만 부가 팔리는 등 큰 성공을 거둔다. 그 책에서 헨리 조지는 주장하기를, 시장경제 체제에서 사회와 기술의 발전에 의해 창출되는 부(wealth)의 상당 부분이 경제적 지대(rent, economic rent)라는 명목으로 토지소유자와 독점사업자에게 옮겨지는데, 바로 이 불로소득(unearned income)의 집중이 가난의 주요 원인이라고 주장했다.
노동과 같은 생산활동에 무거운 세금을 부과하는 반면, 토지(넓은 의미로는 자연에 의해 주어지는 것)에 대한 접근성을 제한함으로써 사적 이익을 추구하도록 허용하는 제도에 대하여 헨리 조지는 심각한 불의(不義, injustice)라고 주장하였다. 그는 이와 같은 경제 체제를 노예제와 다를 바 없는 것이라고 지적했으며, 그의 이와 같은 생각은 임금노예의 개념에 상당히 근접하다. 진보와 빈곤(1879)에서 그는 토지세를 주창했는데, 이는 정부가 토지의 가치에 세금을 부과함으로써 그저 토지를 소유했다는 명분만으로 지주들이 불로소득을 사유하는 것을 차단하고자 한 것이다. 한편, 헨리 조지가 주창한 토지세는 순수하게 토지의 가치에만 부과하는 세금으로서, 토지에 가해진 개량(정지작업, 심겨진 수목, 건물, 각종 시설물 등)의 가치에는 세금을 부과하지 않는 것이다. 즉, 토지에 가해진 개량을 긍정적으로 인식하고, 토지 개량에 따른 이익은 그 투자자들에게 귀속시키는 것이 타당하다고 본 것이다.

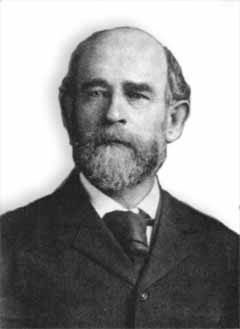
생애 후반부의 헨리 조지

헨리 조지가 위와 같은 현상의 본질을 파악할 수 있었던 배경에는 그의 개인적 경험이 있었다. 즉, 그 자신이 심한 가난을 겪어 보았고, 여러 지역을 이주하면서 다양한 사회를 경험했으며, 급격히 팽창하는 캘리포니아에 거주하였던 경험이 그에게 영감을 준 것이었다. 특별히 헨리 조지는 당시 캘리포니아의 철도건설이 토지의 가치와 지대(rents)를 상승시키는데, 그 상승의 폭과 속도가 임금(wage)상승의 그것을 훨씬 웃돌아 일반 대중들이 빈곤 상태를 벗어나지 못한다는 사실에 주목했다.
1880년, 저명 작가와 연설가가 된 헨리 조지는 그 자신이 영국계 미국인이었음에도 불구하고 아일랜드 민족주의자들과 연대하기 위하여 뉴욕시로 이주한다. 그리고 뉴욕에서부터 시작하여 아일랜드와 스코틀랜드 등 해외 각지에서 순회연설하였다.(당시 아일랜드와 스코틀랜드에서는 토지 문제가 주요 정치적 이슈였으며 지금도 여전히 그러하다.)
1886년에 헨리 조지는 연합노동당(the United Labor Party) 후보로 뉴욕시장 선거에 출마한다.(연합노동당은 중앙노동조합(Central Labor Union)이 만든 정당이었는데, 오랜 기간 지속되진 못했다.) 뉴욕시장 선거에는 그는 득표율 2위로 낙선했고, 대신 태머니홀(Tammany Hall, 19세기의 사조직에서 출발하여 20세기 초까지 뉴욕에서 영향력을 행사했던 부패한 정치조직)의 에이브럼 S. 휴윗이 당선됐는데, 헨리 조지의 지지자들은 선거 결과가 조작되었다고 믿었다.(참고로 이 선거에서 득표율 3위를 차지한 후보는 후에 미국의 26대 대통령이 되는 시어도어 루즈벨트였다.)
이듬해인 1887년 헨리 조지는 뉴욕주 국무장관 선거에도 출마하여 득표율 3위로 낙선했는데, 이 선거 이후 연합노동당(the United Labor Party)은 힘이 약해지게 된다. 당시 연합노동당의 관리조직은 대부분 조지주의자들이었으나, 이 외에도 마르크스주의자들과 가톨릭 노동운동가들이 있었다. 마르크스주의자들은 토지와 자본을 구분하는 헨리 조지의 사상을 받아들이지 않았고, 가톨릭 노동운동가들은 에드워드 맥글린 신부의 파면사건으로 인해 낙담한 상태였다. 그리고 상당수 당원들이 자유무역을 옹호하는 헨리 조지의 주장에 동의하지 않는 측면도 있었다.
자본주의에 반대한 마르크스는 토지와 자본을 구분하지 않고 양자를 모두 공유화할 것을 주장한 반면, 헨리 조지는 토지와 자본을 구분하여 그 중 토지만을 공유 상태에 근접하게 만드는 제도(지대조세제)를 주장하였다. 즉, 마르크스와 달리 헨리 조지는 시장경제와 가격의 기능과 사유재산을 부인하지 않은 것이다. 실제로 그의 저서 여러 곳에서 경쟁의 순기능이 강조된다. 마르크스(1818-1883)와 헨리 조지(1839-1897) 두 사람의 생애는 상당 기간 겹치는데, 두 사람 사이에 오갔던 논쟁에 대해서는 관련 기록이 남아 있다.

## 로마 가톨릭 교회와 갈등

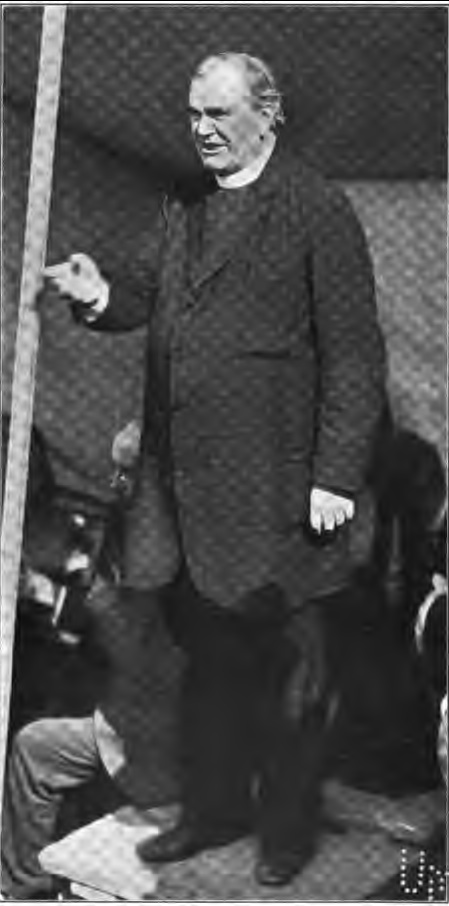
헨리 조지 사망 이듬해인 1898년, 헨리 조지 기념비 제막식에서 발언하고 있는 에드워드 맥글린 신부

당시 유럽에서는 위축되어 있던 노동운동이 헨리 조지의 영향으로 다시 활발해지는 움직임을 보이고 있었다. 활발해지는 노동운동의 배경에 헨리 조지가 있음을 파악한 로마 교황청은 헨리 조지의 사상을 불순한 사상으로 경계하게 되었다. 특히 전세계에 막대한 토지를 가지고 있던 교황청으로서 보유한 토지에 대해 세금을 메겨야 한다는 주장을 받아들일 수 없었다. 교황 레오 13세는 헨리 조지의 사상을 실제 이상으로 급진적인 것이라고 인식하여 경계하였다. 결과적으로 교황청은 헨리 조지의 지지자였던 가톨릭 노동운동 지도자 에드워드 맥글린 신부를 파면하게 된다.
후에 레오 13세는 가톨릭 사회교리의 초석이라 평가받는 회칙《새로운 사태(Rerum Novarum)》를 발표하는데, 이 회칙에서도 헨리 조지의 사상은 부정적으로 언급된다. 이에 대하여 헨리 조지는 1891년에 매우 정중하고 수려한 문체로 토지의 공공성을 성서적으로 입증하는 편지, 《교황에게 보내는 공개서한》 을 교황청으로 보낸다. 그는 공개서한을 통해 교황 레오 13세의 《새로운 사태(Rerum Novarum)》회칙을 조목조목 비판했다.
그는 편지에서 "노동 의욕을 가진 인간이 가난이라는 저주에 빠지는 것은 인간이 불경스럽게도 창조주의 자비로운 의도를 거스르면서 토지를 사유재산으로 만들고 관대한 아버지께서 모든 인간을 위해 마련하신 토지에 배타적 소유권을 설정한 후 이를 극소수에게 부여하였기 때문입니다... 회칙을 세밀하게 검토해 보면 교황님은 사회주의에 반대하신 것이 아닙니다. 회칙에서 완화된 모습의 사회주의를 권장하시기 때문입니다. 교황님은 미국에서 토지단일세제라고 불리는 개혁에 반대하신 것입니다" 라고 주장했다.
공개서한이 교황청에 도달한 이후 교황청은 공식대응을 하지 않았으나, 교황청이 앞서 파면한 에드워드 맥글린 신부를 복권시킨 것으로 미루어 짐작컨대, 레오 13세가 헨리 조지의 사상에 대해 품었을 것이라고 추측되는 오해가 해소되었던 것으로 보인다.
다른 한편, 자유무역에 대한 정책을 두고, 헨리 조지는 노동운동의 주요지도자였던 테렌스 V. 파우덜리와 갈등을 겪고 있었다. 헨리 조지와 파우덜리는 원래 가까운 사이였으나, 헨리 조지가 관세에 대한 반대입장을 굽히지 않음으로써 파우덜리를 비롯한 일부 노동운동가들이 그에게 등을 돌리게 하는 결과를 낳았다. 왜냐하면 당시 노동운동가들은 수입물품에 대해 관세를 부과하는 것이 자국 노동자를 보호하기 위하여 필수적이라고 생각했기 때문이다.

## 사망
헨리 조지가 처음으로 뇌졸중을 일으킨 것은 평등지권(平等地權) 및 지대(地代)와 가난의 상관관계에 대한 세계 순회연설을 마치고 돌아온 1890년이었다. 이 뇌졸중은 그의 건강을 심각하게 훼손시켰고, 이후 사실 상 건강을 회복하지 못했다. 그럼에도 불구하고 헨리 조지는 자신의 사상을 현실 속에서 구현하기 위한 정치활동을 멈추지 않았다. 그는 의사들의 반대를 무릅쓰고 1897년 다시 한번 뉴욕시장 선거에 출마한다. 1897년 뉴욕시장 선거에서 헨리 조지는 무소속 후보였다.(보다 정확히 말하자면, "독립적 민주주의자". Independent Democrat, 무소속이지만 그 정치적 입장이 민주당의 정강과 상당부분 일치하는 정치인을 일컫는 용어) 선거의 중압감은 그에게 두 번째 뇌졸중을 일으키게 만들었고, 결국 헨리 조지는 선거일을 나흘 앞두고 숨을 거두게 된다. 1897년 10월 30일에 치러진 그의 장례식에는 약 10만 명의 추모객이 운집했다고 전해지며, 노예제도 폐지와 사회개혁을 주장했던 라이먼 애버트(Lyman Abbott) 목사가 "헨리 조지를 추모하며"라는 조의문을 낭독했다.

## 경제정책

### 토지단일세
헨리 조지는 토지에서 발생하는 지대(地代, rent)는 사유(私有)될 수 없고 사회 전체에 의해 향유되어야 한다는 주장으로 유명하다. "진보와 빈곤(1879)"에는 이런 관점을 명확하게 보여주는 다음과 같은 문장이 실려 있다.

"우리는 토지를 공공의 것으로 만들어야 합니다."

헨리 조지의 주장에 따르면, 사회공동체는 토지가치에 세금을 부과함으로써 공공의 유산(inheritance)을 되찾아 올 수 있고 동시에 생산활동에 부과되는 불합리한 세금을 철폐할 수 있게 된다. 헨리 조지는 토지가치세(또는 지대조세제)를 통하여 토지투기의 유인을 차단할 수 있을 뿐만 아니라 토지의 효과적인 사용을 촉진하게 됨을 논리적으로 증명하였다. 또한 토지 위의 건축물이나 어떤 산업에 대해서도 징벌적 세금을 부과하지 않음으로써 공정한 시장경제를 이룩할 수 있다고 믿었다.
오늘날의 환경보호론자들은 토지를 인류의 공공재산으로 보는 헨리 조지의 사상에 동의하며, 그중 일부는 토지가치세의 이론적 도태 위에서 환경세(稅)의 정당성을 주장하기도 한다.

### 자유무역
- 당시의 자유무역과 ISD(Investor-State Dispute, 투자자-국가 소송) 등 논란 조항이 포함되어 있는 오늘날의 FTA를 직접적으로 비교하기에는 무리가 있습니다.

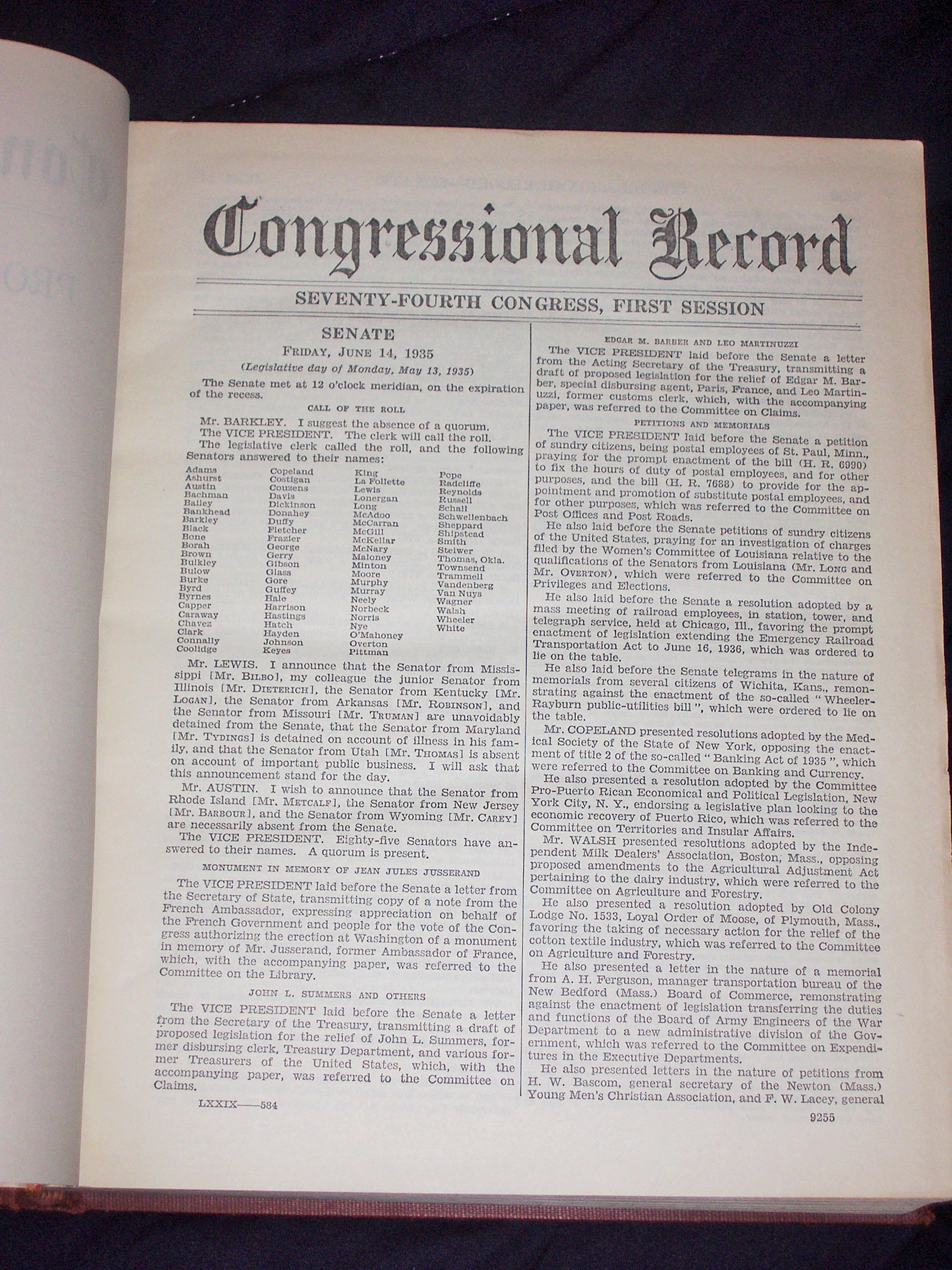
미연방 의회 의사록

헨리 조지는 무역관세(tarriff)에 반대하였다. 당시 관세는 보호무역의 핵심 방법이었을 뿐만 아니라 미국 연방재정의 중요한 세원이었다.(연방소득세가 도입되기 이전이었음) 그는 관세가 임금상승을 저해하고 물가를 상승시키므로 일반 대중에게 불리한 것이라고 믿었다. 또한 헨리 조지는 관세로 인해 독점적 기업이 보호를 받는다고 생각했다.
헨리 조지 생애 후반부에 자유무역은 연방정치 무대에서 주요 쟁점으로 떠올랐고, 그의 저서 보호무역인가 자유무역인가(1886, Protection or Free Trade)는 5명의 민주당 하원의원에 의해 연방의회에서 읽혀졌다.(출처: 미연방 의회 의사록(Congressional Record))

### 중국인 이주 일부 제한 정책
헨리 조지에게 명성을 가져다준 초기 글에서 그는 중국인들의 미국 이주를 일부 제한해야 한다고 주장하였다. 비록 헨리 조지 자신도 미래 어느 시점에는 이주 일부 제한 정책이 불필요해질 것이라고 생각했고, 또 생애 후반부에 이르러 외국인 이주에 대한 자신의 초기 분석이 조악한 수준이었다고 인정했지만, 그럼에도 불구하고 그는 이 이슈에 대한 입장을 일관되게 고수하였다.
특별히 헨리 조지가 외국인 이주에 반대했던 이유는, 저임금도 감수하려는 이주 노동자들의 성향이 국가의 전반적인 임금 수준을 내려가도록 압박하는 요인으로 작용할 수도 있다고 생각했기 때문이었다. 그러나 후에 헨리 조지는 노동자들의 임금이 자가노동에 의한 소득수준 밑으로 내려갈 수는 없다고 인정하였는데, 이것은 이주 노동자들이 국가 전체의 임금 수준을 끌어내릴지도 모른다는 그의 초기 주장에 맹점이 있었음을 인정하는 것이기도 했다.

### 비밀투표
헨리 조지는 미국에서 비밀투표에 대한 초창기의 강력하고도 유명한 옹호자였다.

### 경화사용 반대
헨리 조지는 그린백과 같은 지폐의 발행 및 사용을 지지한 반면, 금화나 은화 같은 경화의 주조를 반대하였다. 지폐에 있어서도 은행의 신용에 의해 뒷받침되는 지폐보다 정부에 신용에 의해 보증되는 지폐가 우수하다고 주장하였다.

## 후대에 미친 영향

### 1909년 영국 국민예산(People's Budget)

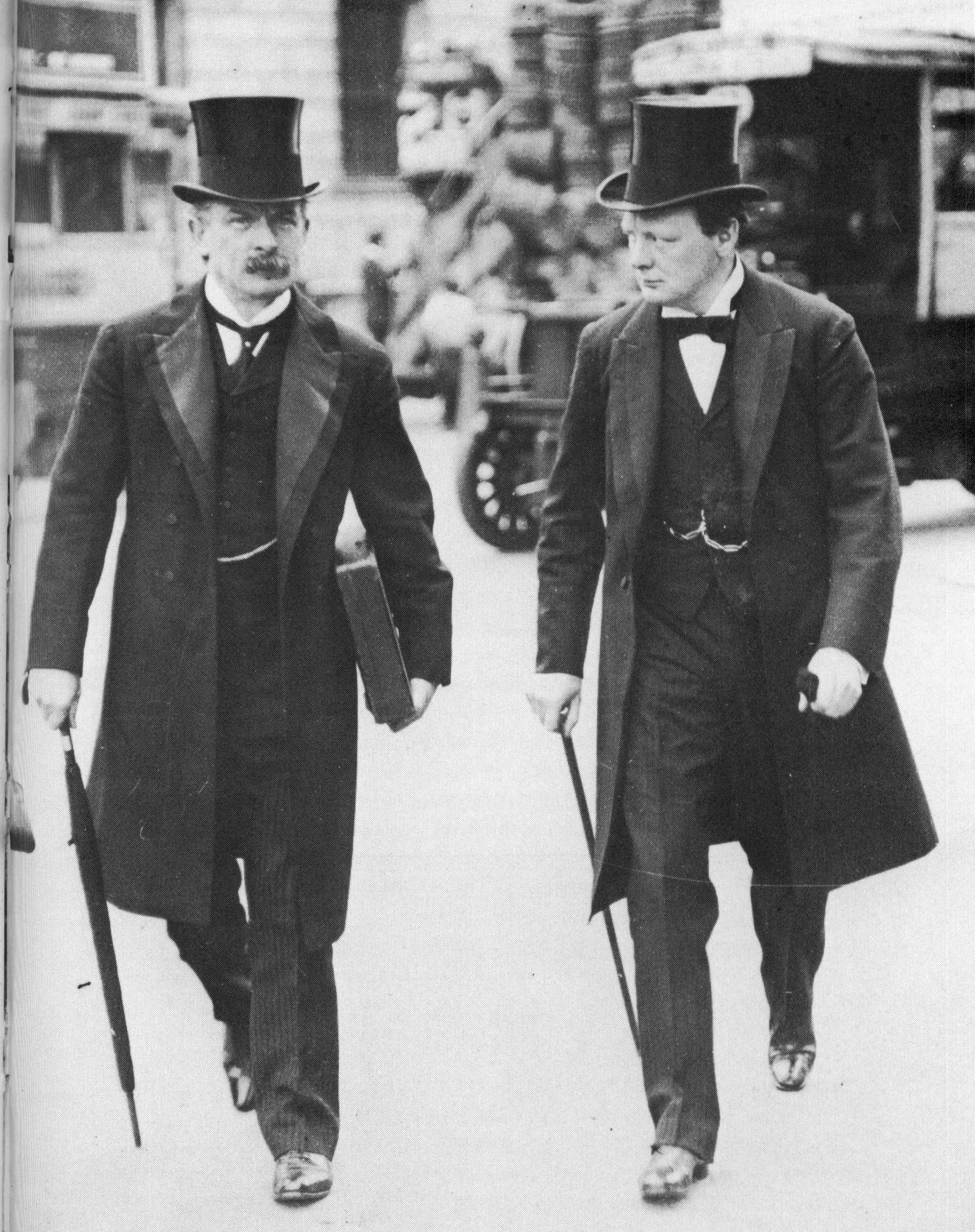
자유당 내각을 이끌었던 데이빗 로이드 조지와 윈스턴 처칠

1909년 4월 영국에서는 자유당 내각 이 국민예산(People's Budget) 법안을 발의하면서 헨리 조지의 토지가치세를 도입하려고 하였다. 국민예산 법안은 부유층에 전례없는 세금을 부과함과 동시에 급진적인 사회복지 프로그램을 도입하는 법안이었다. 이 법안은 당시 내각을 구성하고 있던 자유당과 상원의회를 장악하고 있던 보수당 사이에 격렬한 대립을 야기했고, 그 결과 법안발의로부터 1년 후인 1910년 4월 국민예산안에서 토지가치세 조항이 삭제되고 나서야 비로소 상원에서 통과되었다. 국민예산과 토지가치세를 둘러싼 자유당과 보수당의 격렬한 대립은 법안 통과 이후에도 계속되어 1910년에만 총선거가 2번 치러지게 되었고, 이듬해인 1911년에 상원권한축소법안(Parliament Act 1911)이 제정되는 결과를 낳았다.
1909년부터 1911년까지 영국 자유당과 보수당의 대립을 통해 기득권층이 헨리 조지의 사상을 얼마나 경계했는지 알 수 있다. 국민예산안을 통과시키기 위해 앞장섰던 사람은 당시 재무부 장관이었던 데이빗 로이드 조지(David Lloyd George)와 상무부 장관이었던 윈스턴 처질(Winston Churchill)이었는데, 데이빗 로이드 조지는 이 법안의 통과를 두고 "빈곤에 대한 전쟁선포"라고 표현하였다.

### 덴마크 정의당(Denmark Justice Party)
덴마크는 국가적 차원에서 헨리 조지의 아이디어를 적용시켜 본 최초의 나라이다. 18세기 후반 영국에서 시작된 산업혁명과 인클로져 운동은 덴마크에도 영향을 미쳐, 19세기 말 많은 농민들이 토지를 잃고 도시 노동자로 전락하였으며, 대토지 소유자들이 생겨났다.
때마침 미국에서 헨리 조지의 "진보와 빈곤(1879)" 이 발간되었고, 그의 사상은 덴마크 대중의 인기를 얻게 되었다. 1902년에는 덴마크 헨리조지협회(Danish Henry George Union) 가 설립되었으며, 그 협회의 일부 멤버들은 나중에 덴마크 정의당(Denmark Justice Party)이라는 이름의 정당을 결성하였다.
정의당은 헨리 조지가 주창한 정책 대안을 주요 정강으로 채택했다. 그 기본 내용은 토지가치의 환수, 근로소득과 자본소득에 대한 과세의 폐지, 무역자유화 등 세 가지였다. 1952년 총선에서 처음으로 의회 진출에 성공한 정의당은 1957년 총선에서 9석을 획득하였다. 정의당은 사회민주당(Social Democratic Party, 70석)과 급진자유당(Radical Liberal Party, 14석)과 함께 연립 정부를 수립하는 데 성공하였다. 정의당은 사회민주당과 급진자유당으로부터 토지가치세에 대한 지지를 끌어냈다.
'토지세 정부'라고도 불리는 이 연립 정권이 수립된 직후부터 토지가치세의 눈부신 경제적 성과가 나타나기 시작했다. 도시의 토지보유세 세율은 두 배 이상 상승하였고 토지투기가 중단되었다. 반면 건물에 대한 세금이나 노동과 자본에 대한 세금은 감면하는 조치가 취해졌다. 실제로 1957-60년 사이 가구당 세금 부담은 10% 이상 감소하였다.
1957년 선거 이전 덴마크는 상당한 규모의 국제수지 적자, 대규모 외채, 높은 이자율, 높은 실업률을 나타내고 있었고, 인플레이션율이 연 5%에 달했으며 통화는 평가절하의 위기에 놓여 있었다. 그러나 '토지세 정부' 집권 이후 국제수지는 적자에서 흑자로 전환되었으며, 16억 크로네 규모의 외채는 4억 크로네 규모로 크게 감소하였다. 인플레이션율은 1% 수준으로 떨어졌고, 실질임금은 사상 최고의 상승세를 보였다. 생산과 투자도 상당한 정도로 증가하였으며, 실업은 거의 해소되어 완전고용 상태가 실현되었다.

### 토지가치세를 시행하는 국가들
헨리 조지의 사상은 이 외에도 뉴질랜드·호주·싱가폴·남아프리카 공화국·타이완 등의 국가에서 시행되고 있는데, 토지가치세의 부과방법이나 세율은 국가마다 상이하다. 특별히 뉴질랜드에서는 1890년대와 1900년대 자유주의 성향의 정부에 의해 이루어진 토지소유권 개혁에 헨리 조지의 사상이 많은 영향을 끼쳤다.

### 페어홉 시티(Fairhope City, Alabama)
페어홉 시티(Fairhope City, Alabama)는 헨리 조지의 사상을 실험하기 위해 그의 지지단체 중 하나가 설립한 도시로서 미국 앨라배마주(洲)에 위치해 있다. 헨리 조지는 경제활동에서의 공정함·정의를 중시하였는데, 페어홉이란 명칭은 여기에서 기인한다. 페어홉 시티 내 대부분의 토지는 페어홉 단일세 주식회사가 소유하고 있으며, 그렇게 소유된 토지는 99년 동안 임대차가 이루어지고 있다. 임대차가 이루어지는 99년 동안 임차인은 그 토지의 사용권을 제3자에게 이전할 수 있으며, 사용권이 이전될 때에는 그 시점부터 다시 99년 동안의 새로운 임대차 계약이 성립된다.
페어홉 단일세 주식회사의 정관은 그 목적을 다음과 같이 설명한다.

모든 종류의 사적인 독점으로부터 자유로우며, 그 구성원들에게 기회의 균등을 보장하고, 개인의 모든 노력에 대한 공정한 보상이 이루어지며, 공적인 일을 위한 협력의 혜택을 골고루 분배하는, 이상적인 공동체를 설립하고 운영하기 위함

페어홉 단일세 주식회사는 토지임대차 계약을 통해 임차인으로부터 지대를 징수한 후, 임차인을 대신하여 임차인이 납부해야 하는 모든 종류의 정부 세금을 납부해 준다. 그리고 그렇게 대납을 해주고 남은 지대는 페어홉 시티 전체를 위하여 사용함으로써 토지단일세 체제를 구현한다(simulation of a single tax). 이와 같이 토지단일세 체제를 구현하는 이유는 토지의 생산적인 사용을 저해하는 요인을 제거하고 그럼으로써 토지의 가치를 공동체 전체에 귀속시키기 위한 것이다.

### 헨리 조지와 마르크스
비록 헨리 조지와 마르크스는 모두 노동자의 권익을 옹호했지만, 두 사상가는 서로 적대적인 관계였다. 마르크스는 단일세 시스템을 두고 공산주의 사회에 한 단계 못 미치는 불완전한 체제라고 여겼으며, 헨리 조지는 헨리 조지대로, 만약 마르크스의 아이디어를 실제로 적용하게 된다면 그 결과는 독재로 끝날 것이라고 예견했다.

### 보드게임 모노폴리의 유래
미국의 게임 디자이너였던 엘리자벳 매기(Lizzie Magie)는 헨리 조지의 이론을 증명하기 위해 1904년 "지주놀이"이라는 보드게임을 만들었다. 이 보드게임에서는 최종적으로 1명의 참가자만 생존하고, 나머지 모든 참가자는 파산하게 되는데, 이것은 토지사유제가 지속될 경우 결국 소수의 대지주만 남고 대다수의 사람들은 파산 혹은 빈곤의 상태를 면하지 못한다는 것을 의미한다. 후에 이 보드게임은 보다 정교해져서 "모노폴리"라는 이름을 갖게 되었고, 대한민국에는 "브루마블(Blue Marble)"이라는 이름으로 소개되었다. (The Monopolization of Monopoly) 보관됨 2012-07-29 - 웨이백 머신

### 헨리 조지가 사상계에 미친 영향

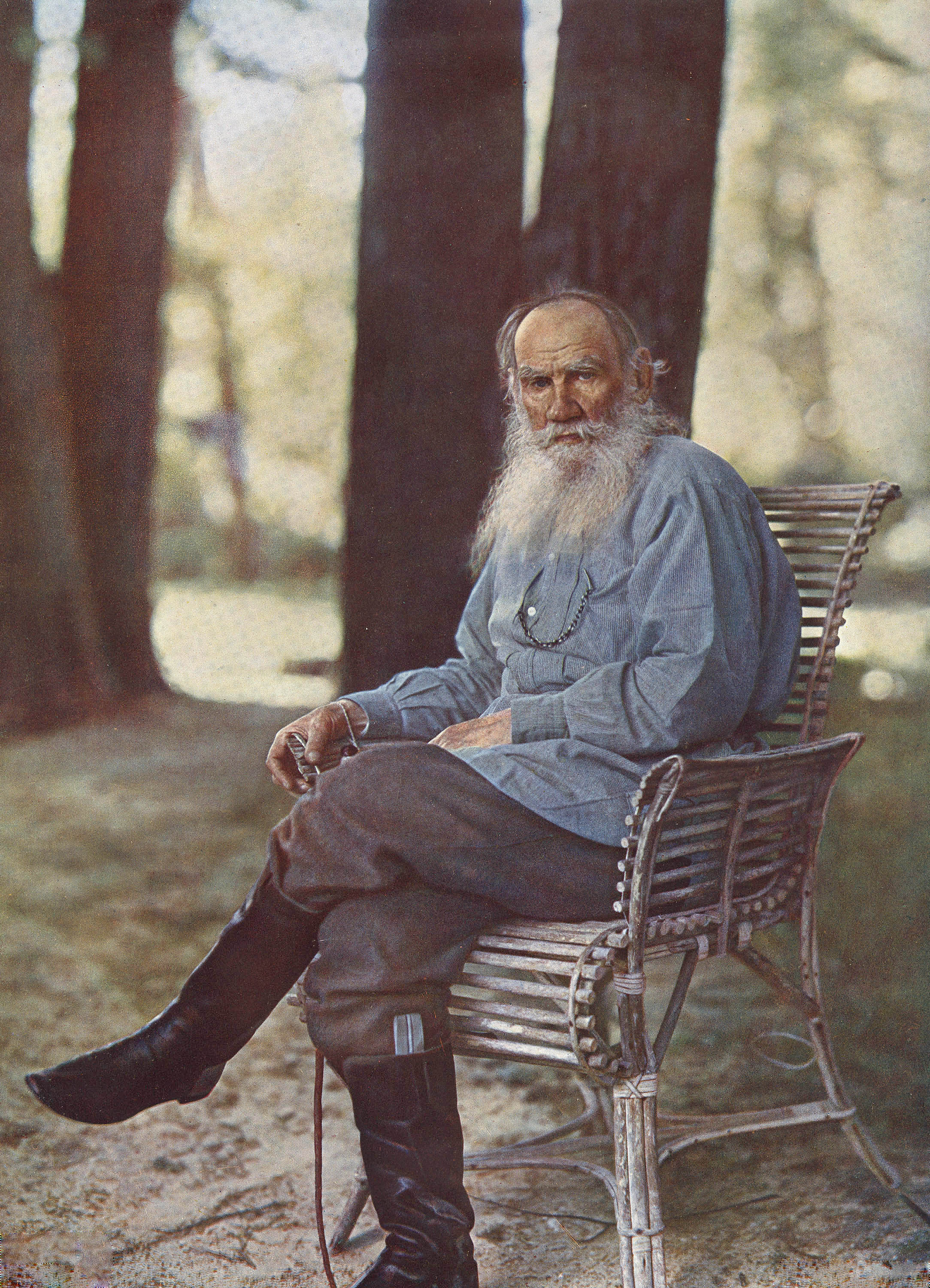
헨리 조지의 열렬한 옹호자였던 톨스토이. 그는 자신의 소설 '부활'에서 헨리 조지의 실명을 언급한다.

헨리 조지의 대중적 인기는 20세기에 걸쳐 서서히 줄어들어, 오늘날에는 고전주의 경제학자나 마르크스에 비해 상대적으로 덜 알려져 있다. 그러나 여전히 많은 조지스트(참고:지공주의) 단체와 기관이 활동하고 있으며, 헨리 조지의 영향을 받은 세계적으로 유명한 문학가, 정치가들이 다수 존재한다. 대표적으로 조지 버나드 쇼(George Bernard Shaw), 톨스토이(Leo Tolstoy), 쑨원(孫文), 헐버트 사이먼(Herbert A. Simon), 데이빗 로이드 조지(David Lloyd George) 등이 있다. 특히, 톨스토이는 그의 소설 "부활"에서 토지단일세 이론을 헨리 조지의 실명과 함께 소개하고 있다.(톨스토이의 '부활'에서 만나는 헨리 조지와 윤동주)
기자 출신의 루이지애나주(州) 하원의원이자 후에 루이지애나주(州) 민든(Minden)시의 시장이 된 프랭크 콜버트(J. Frank Colbert)는 1927년 조지스트 운동에 동참하게 된다. 1932년 테네시주(州) 멤피스에서 열린 '국제 헨리 조지 회의'에서 연설을 하였다.

단일세는 정의를 실천하는 것이다. 그것은 모든 사람들의 평등과 자유를 상징하며, 어떤 이도 압제를 받지 않는 것을 의미한다. 그것은 너무도 단순하여, 그 무궁무진한 잠재력을 인정하는 것이 망설여지기도 한다. 그렇지만 단순명료함 때문에 단일세를 등질 수는 없다. 우리는 어디를 향해 나아가야 하는가? (조지스트 매거진, "토지와 자유" 1930년 3-4월호, 프랭크 콜버트)

한편, 실비오 게젤(Silvio Gesell)의 저서, 자연스러운 경제질서(Die Natürliche Wirtschaftsordnung)를 주목할 필요가 있다. 그는 이 저서에서 토지사유제 및 지대에 대한 헨리 조지의 사상에 자신의 이자율·화폐이론을 접목시켜 자유화폐학설(自由貨幣學說)을 발전시킨다. 이것은 후일 J. M. 케인스에게 많은 영향을 주어 근대 경제학사에서 중요한 역할을 한다.
미국의 흑인 인권운동가 마틴 루터 킹 주니어(Martin Luther King, Jr.)는 그의 마지막 저서 "혼돈 또는 공동체, 우리는 어디로 가는가?"에서 기본소득(basic income guarantee) 개념을 옹호하며 헨리 조지를 언급하고 있다.
정치적으로 헨리 조지의 영향력은 폭넓게 나타나 진보적인 인물뿐만 아니라 보수적인 인물들에 의해서도 헨리 조지의 사상은 자주 긍정적으로 언급된다.

## 저서

### 진보와 빈곤

#### 도입부-문제의 제기
19세기 산업혁명으로 생산력의 증대와 노동의 효율성이 높아졌고 이런 사실로 사람들은 유토피아적인 미래를 예상했지만 현실은 그러지 못했고 불황과 노동착취가 확산되었다.
이런 현상 속에서 공통적으로 발전된 지역일수록 빈부격차가 더 심화되는 공통점이 발견된다. 그리고 전자 헨리 조지는 정치 경제학적인 방법으로 이런 문제의 해법을 찾아보려고 한다.

#### [제1권 임금과 자본]
제1장 현재의 임금학설-그 불충분성
헨리 조지는 당대 노동자의 임금 문제를 "생산력의 증가에도 불구하고 왜 임금은 생존을 겨우 유지할 수 있는 최저 수준으로 떨어지는 경향이 있는가?"라고 제시한다.
이 문제를 두고 헨리 버클등 기존 정치경제학자들은 임금을 자본량와 노동자의 수에 따라 결정되며 (임금을 낮추는)노동자 수가 자본량보다. 유사 혹은 더 급격히 늘어나서 임금이 늘지 못하고 최저수준으로 낮게 유지된다고 주장한다. 그러 나 헨리 조지는 이자율을 기준으로 이를 반박하는데 이자율은 자본량과 반비례하며 따라서 기존 임금학설에 따르면 이자율에 따라 임금도 반비례해야 하는데 현실에서는 정반대로 이자율과 임금이 정비례하는 결과가 나타났다.
이에 헨리 조지는 기존 이론(임금은 자본량에서 나온다)을 반박하며 새롭게 "임금은 자본에서 나오는 게 아니며 실제로는 임금이 지불되는 노동의 생산물로부터 나온다"라는 학설을 제시한다.
제2장 용어들의 의미
제3장 임금은 자본에서 나오는 것이 아니라 노동에 의해 생산된다
제4장 노동자의 생계비는 자본에서 나오는 것이 아니다
제5장 자본의 진정한 기능
[제2권 인구와 식량]
제1장 맬서스 이론의 기원과 지지자들
제2장 객관적 사실에 의한 추론
제3장 비유에 의한 추론
제4장 맬서스 이론에 대한 반박
[제3권 분배의 법칙]
제1장 분배의 법칙들과 법칙 간의 필연적 관계
제2장 지대와 지대의 법칙
제3장 이자와 이자의 원인
제4장 가짜 자본과 종종 이자로 오해되는 이윤
제5장 이자의 법칙
제6장 임금과 임금의 법칙
제7장 부의 분배 법칙의 상호 관련과 협동
[제4권 물질적 진보가 부의 분배에 미치는 효과]
제1장 문제의 동태적 측면에 대한 탐구
제2장 인구 증가가 부의 분배에 미치는 효과
제3장 기술의 개선이 부의 분배에 미치는 효과
제4장 물질적 진보에 따른 기대감의 효과
[제5권 문제의 해결]
제1장 반복적으로 발생하는 산업 불황의 근본 원인
제2장 부가 증가하는 데도 빈곤이 지속되는 현상
[제6권 해결책]
제1장 현재 지지를 받고 있는 해결책들은 미흡하다
제2장 진정한 해결책
[제7권 해결책의 정당성]
제1장 토지 사유제는 정의롭지 못하다
제2장 토지 사유제는 노동자를 노예로 만든다
제3장 토지 소유자의 보상 요구
제4장 토지 사유제의 역사적 사례
제5장 미국의 토지 사유제
[제8권 해결책의 적용]
제1장 토지 사유제는 토지의 선용을 방해한다
제2장 토지 평등권의 주장과 확보
제3장 조세 정의의 기준으로 검증해본 토지 가치세
제4장 토지 가치세에 대한 찬반
[제9권 해결책의 효과]
제1장 해결책이 부의 생산에 미치는 효과
제2장 분배와 생산에 미치는 효과
제3장 개인과 계급에 미치는 효과
제4장 사회 조직과 사회생활에 벌어질 변화
[제10권 인류 진보의 법칙]
제1장 현행 진보 이론은 충분하지 않다
제2장 문명의 차이는 무엇 때문인가?
제3장 인류 진보의 법칙
제4장 현대 문명의 쇠퇴 가능성
제5장 핵심적 진리

## 같이 보기
- 지공주의
- 태머니 홀